# Герберт, Уильям, 1-й барон Поуис
Уильям Герберт, 1-й барон Поуис (англ. William Herbert, 1st Baron Powis; ок.  1573 — 7 марта 1655) — английский дворянин и политик, заседавший в Палате общин в 1597, 1604—1629 годах.

## Ранняя жизнь
Родился в около 1573 года в замке Поуис. Сын сэра Эдварда Герберта (ок. 1544—1595) и Мэри Стэнли. В 1587 году его отец купил земли бездействующего баронства Поуис у своего дальнего родственника Эдварда, внебрачного сына 3-го барона Грея из Поуиса.
Его дедом по материнской линии был сэр Томас Стэнли (? — 1571), который служил заместителем казначея Королевского монетного двора в лондонском Тауэре во время правления королевы Елизаветы I. Его отец был вторым сыном Уильяма Герберта, 1-го графа Пембрука (1501—1570), и Энн Парр, сестры королевы Кэтрин Парр (последней из шести жен короля Генриха VIII). Его дядей по отцовской линии был Генри Герберт, 2-й граф Пембрук.

## Карьера
Герберт был верховным стюардом Елизаветы I Английской. В 1597 году он был избран членом парламента от Монтгомеришира. Он служил хранителем свитков Custos Rotulorum в Монтгомеришире с 1602 по 1641 год. После коронации короля Якова I Стюарта в 1603 году Герберт стал кавалером Ордена Бани.
В 1604 году он снова был избран депутатом от Монтгомеришира. Он был назначен главным шерифом Монтгомеришира в 1613 году. В 1614 году он был переизбран депутатом от Монтгомеришира и переизбирался в 1624, 1625, 1626 и 1628 годах. Ему был присвоен титул барона Поуиса из замка Поуис 2 апреля 1629 года.

## Личная жизнь

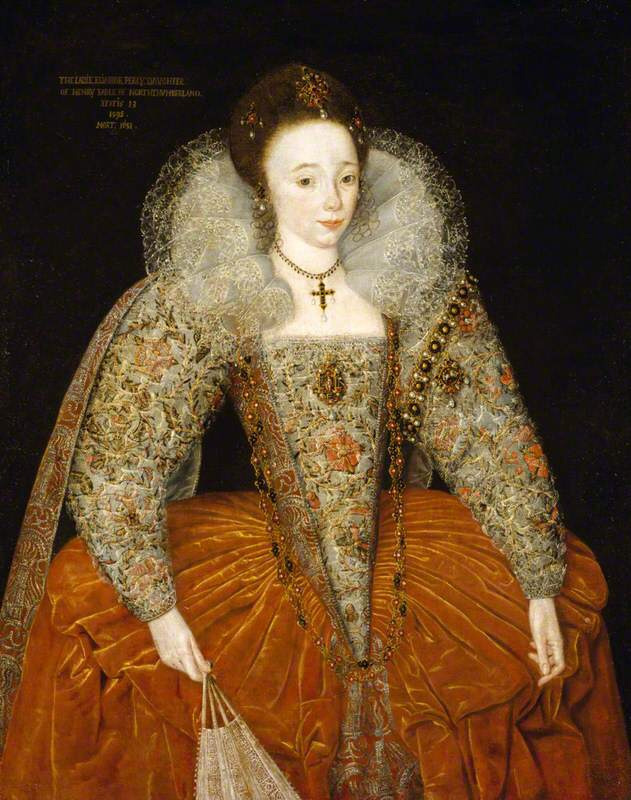
Леди Элеонора Перси в 1595 году

До 1600 года лорд Поуис женился на леди Элеоноре Перси (1583—1650), третьей дочери Генри Перси, 8-го графа Нортумберленда (1532—1585), и его жены Кэтрин Невилл (старшая дочь и сонаследница Джона Невилла, 4-го барона Латимера). У них было несколько детей, в том числе:
- Перси Герберт, 2-й барон Поуис (1598—1667)[1], получивший титул баронета в 1622 году, прежде чем унаследовать титулы своего отца. Был женат на Элизабет Крэйвен, старшей дочери сэра Уильяма Крэйвена, лорд-мэра Лондона[2].
- Кэтрин Герберт (ок. 1600—1666), вышедшая замуж за сэра Роберта Воана из Лвидиарта. После его смерти она вышла замуж в 1625 году за сэра Джеймса Палмера[2].
- Люси Герберт, вышедшая замуж за Уильяма Хабингтона (или Абингтона) из Хиндлипа в начале 1633 года[2][4].
- Мэри Герберт (1604—1660), вышедшая замуж за Хамфри Джонса, сына Граффида Джонса[5].

Лорд Поуис умер 7 марта 1655 года. Ему наследовал его сын Перси Герберт, 2-й барон Поуис. Герберт был похоронен в церкви Святой Марии в Хендоне, Миддлсекс, Лондон.

## Потомки
Через своего старшего сына он был дедушкой Уильяма Герберта (1626—1696), который стал 1-м графом Поуисом в 1674 году, а затем 1-м маркизом Поуисом в 1687 году.
Благодаря второму браку его дочери Кэтрин она стала матерью Роджера Палмера, 1-го графа Каслмейна, наиболее известного своим браком с Барбарой Вильерс, одной из любовниц короля Англии Карла II Стюарта, которую король удостоил титула герцогини Кливлендской.

## В популярной культуре
- Уильям Герберт — кандидат на звание «мистера WH», посвященного сонетов Шекспира[7].